# Chilecito (Mendoza)
Chilecito es una localidad argentina ubicada en el Departamento San Carlos de la Provincia de Mendoza, en la parte sur del valle de Uco. Se halla sobre la Ruta Nacional 40, la cual lo vincula al norte con Eugenio Bustos y Tres Esquinas y al sur con Pareditas.
Se estima que el nombre proviene de la presencia de inmigrantes chilenos entre sus primeros pobladores.